# Antonio Ridolfi
Antonio Ridolfi (Mezzana, 26 dicembre 1824 – Siena, 4 gennaio 1900) è stato un pittore italiano.

## Biografia

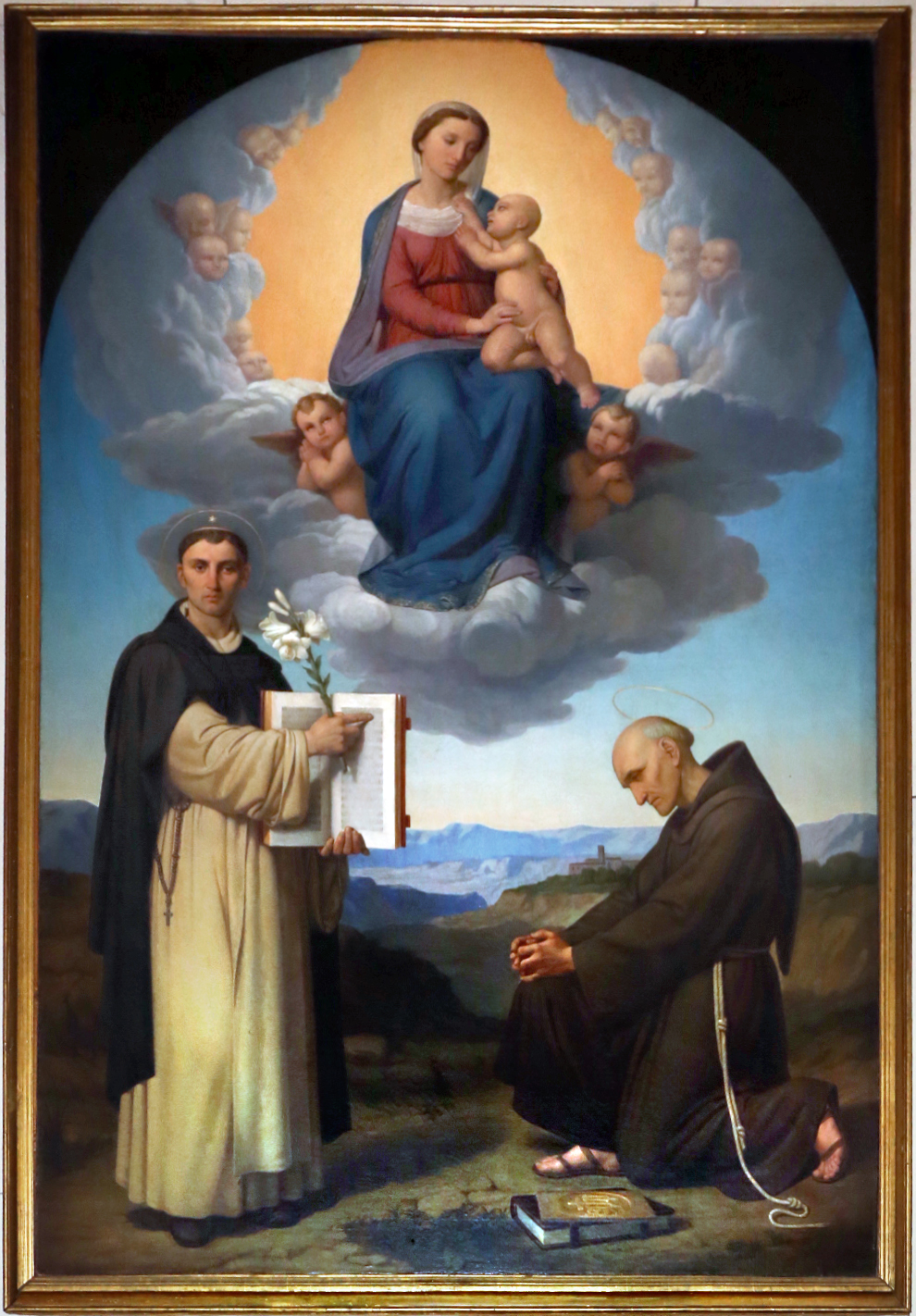
Madonna con il Bambino in gloria e santi a Casole d'Elsa, 1856

Nacque da Pietro e da Caterina, entrambi di cognome Ridolfi.  Nel 1845 si trasferì a Siena per frequentare l'Istituto di belle arti, dove studiò pittura con Francesco Nenci e successivamente, a partire dal 1851, con il nuovo direttore della scuola, Luigi Mussini. Grazie alla mediazione di quest’ultimo realizzò per la chiesa collegiata di Casole d'Elsa il dipinto raffigurante la Madonna con il Bambino in gloria, san Domenico di Guzmán e san Bernardino da Siena. L'opera fu eseguita sotto stretta sorveglianza di Mussini e presenta un linguaggio purista derivato da quello di Jean-Auguste-Dominique Ingres, di cui sappiamo che Mussini fu allievo e propugnatore della sua pittura. 
Ridolfi si prodigò in ulteriori pitture come la Santa Perpetua che conforta il padre, presso il Museo Amos Cassioli di Asciano, con la quale vinse il premio dell'Istituto senese nel 1857, ma che non convinse del tutto il suo maestro. Terminò gli studi l'anno seguente e rimase a vivere a Siena. Nel 1864 partecipò al concorso per il posto di maestro di figura all’Istituto di belle arti, vinto da Alessandro Franchi. Nello stesso anno lavorò ad alcune commissioni del marchese Ferdinando Pieri Nerli per la sua residenza fiorentina e per quella di Quinciano che ebbero una favorevole recensione sulla stampa dell'epoca (per esempio “La Nazione”, 10 settembre 1864). Partecipò alla Esposizione nazionale italiana di belle arti del 1872 con i dipinti Francesca da Rimini e Buondelmonte de’ Buondelmonti incontra Francesca Donati. L'anno successivo fu nominato socio dell’Accademia Raffaello di Urbino e all’annuale mostra dell'istituto d'arte senese espose La pittrice e la Madonna del Latte oltre al quadro già esposto a Milano Buondelmonte de’ Buondelmonti incontra Francesca Donati.
Mantenne un orientamento stilistico di tipo purista e visse soprattutto a Siena, con periodici ritorni a Mezzana, soprattutto per amministrare il patrimonio di famiglia. Nel paese della Val di Sole dipinse, su incarico del Comune, fra il 1886 e il 1887, la pala per l’altare maggiore della chiesa parrocchiale 